# Stars and Bars (film fra 1917)
Stars and Bars er en amerikansk stumfilm fra 1917 af Victor Heerman.

## Medvirkende
- Ford Sterling
- Harry Gribbon
- Gene Rogers
- May Emory
- Hugh Fay